# San Francisco Shamrocks (PHL)
Die San Francisco Shamrocks waren ein US-amerikanisches Eishockeyfranchise der Pacific Hockey League aus San Francisco, Kalifornien.  

## Geschichte
Das Franchise wurde 1977 als Expansionsteam der Pacific Hockey League gegründet. Der Name wurde in Anlehnung an das gleichnamige Team aus der Pacific Coast Hockey League gewählt. In der Saison 1977/78 belegte die Mannschaft den ersten Platz der regulären Saison und wurde Meister. Nachdem die Liga in der Saison 1978/79 während der laufenden Spielzeit eingestellt wurde, stellten auch die Shamrocks den Spielbetrieb ein.